# Yvon Bouchard
Pour les articles homonymes, voir Bouchard.
Yvon Bouchard né à Petite-Rivière-Saint-François, au Québec, le 19 avril 1936, est un comédien québécois ayant participé à des séries télévisées.

## Filmographie

### Télévision
- 1960 : La Côte de sable : Émile Tremblay
- 1962 - 1965 : Le Pain du jour : jeune ouvrier
- 1965 - 1967 : Le Bonheur des autres : Léo Tremblay
- 1968 : Le Paradis terrestre : Louis Papineau
- 1969 : Le Major Plum-Pouding : Professeur Chausson
- 1971 - 1974 : Arsène Lupin : Grognard
- 1972 : Picotine
- 1972 : Les Évasions célèbres, épisode L'étrange trépas de Monsieur de la Pivardière : La Fleur
- 1974 : Les Aventures d'une jeune veuve
- 1975 : Y'a pas de problème : barman
- 1976 : Le Grenier : Dollard Desbouleaux
- 1978 : Duplessis : Maurice Hamelin
- 1978 - 1979 : Bye Bye
- 1983 - 1987 : Poivre et Sel : Adélard
- 1986 - 1989 : Lance et compte : maître chasseur
- 1987 : Traquenards : La Bibliothèque oubliée
- 1991 : Des fleurs sur la neige : M. Beaulieu
- 1992 : L'Amour avec un grand A (épisode : L’amour c’est pas assez)
- 1993 - 1994 : Les grands procès : journaliste